# 3-Sulfolen
3-Sulfolen ist ein einfach ungesättigtes cyclisches Sulfon, das aus 1,3-Butadien und Schwefeldioxid (SO2) in einer (4+1)-cheletropen Reaktion gebildet wird und bei Temperaturen oberhalb 80 °C in einer (4+1)-Cycloeliminierung in die gasförmigen Ausgangsstoffe zerfällt. Daher dient es als einfach handhabbare „feste“ Form von cis-1,3-Butadien und SO2 und findet als Dien in Diels-Alder-Reaktionen breitere Verwendung.

## Vorkommen und Darstellung
Zur Herstellung von 3-Sulfolen wird in einem Autoklaven bei ca. −20 °C flüssiges 1,3-Butadien zusammen mit einem Überschuss von flüssigem Schwefeldioxid in Gegenwart von geringen Mengen eines phenolischen Polymerisationsinhibitors, wie z. B. Hydrochinon oder Pyrogallol, kondensiert und bei Raumtemperatur acht Tage stehen gelassen bzw. 30 Minuten auf ca. 130 °C erhitzt.
Nach Umkristallisieren aus Ethanol wird das Reinprodukt in fast quantitativer Ausbeute erhalten.

## Eigenschaften
3-Sulfolen ist ein weißer, geruchloser, kristalliner, unbegrenzt stabiler Feststoff, der sich in Wasser und vielen organischen Lösungsmitteln löst. Der gelegentlich berichtete stechende Geruch rührt wahrscheinlich von anhaftendem Schwefeldioxid her. Die Verbindung löst sich unverändert in konzentrierten Säuren, wie z. B. Salpetersäure oder Schwefelsäure, und kann sogar aus konzentrierter HNO3 umkristallisiert werden.
Die Wasserstoffatome in 2- und 5-Stellung des 3-Sulfolens lassen sich rasch und vollständig im Alkalischen oder unter Katalyse mit Natriumcyanid durch Deuteriumatome (aus Deuteriumoxid) austauschen.
3-Sulfolen isomerisiert im Alkalischen oder unter Katalyse mit Cyanidionen zu einem Gemisch von 2-Sulfolen und 3-Sulfolen, dessen Zusammensetzung vom Verhältnis Cyanid/Sulfolen abhängt.
Bei 50 °C stellt sich ein Gleichgewicht zwischen 42 % 3-Sulfolen und 58 % 2-Sulfolen ein. Aus dem Isomerengemisch kann durch mehrtägiges Erhitzen auf 100 °C das thermodynamisch stabilere 2-Sulfolen wegen der thermischen Zersetzung des 3-Sulfolens bei Temperaturen oberhalb von 80 °C als Reinsubstanz in Form weißer Platten (Smp. 48–49 °C) isoliert werden.
Bei höheren Temperaturen, besonders oberhalb ca. 110 °C, zerfällt 3-Sulfolen in einer retro-cheletropen Reaktion zu reinem cis-1,3-Butadien und Schwefeldioxid.
Bei der in situ-Erzeugung und sofortigen Umsetzung von cis-1,3-Butadien wird der Kontakt mit dem Dien (entzündlich, krebserregend, mit Luft explosive Gemische bildend) weitgehend vermieden.

## Anwendungen

### Reaktionen an 3-Sulfolen
Die Hydrierung von 3-Sulfolen an Raney-Nickel bei ca. 20 bar und 60 °C liefert wegen der Vergiftung des Katalysators durch Schwefelverbindungen Sulfolan lediglich in Ausbeuten bis 65 %.
3-Sulfolen addiert in wässriger Lösung Brom leicht zum 3,4-Dibrom-tetrahydrothiophen-1,1-dioxid, das sich von H. Staudinger mit Silbercarbonat nicht zum Thiophen-1,1-dioxid dehydrobromieren ließ. Über den Umweg der Bildung des 3,4-Bis(dimethylamino)tetrahydrothiophen-1,1-dioxid und aufeinanderfolgende zweifache Quaternisierung mit Methyliodid und Hofmann-Eliminierung mit Silberhydroxid ist das reaktive und nur in Lösung stabile Thiophen-1,1-dioxid zugänglich.
Weniger umständlich ist die zweistufige Synthese mit zweifacher Dehydrobromierung von 3,4-Dibrom-tetrahydrothiophen-1,1-dioxid mit gepulvertem Natriumhydroxid in Tetrahydrofuran (THF) oder mit per Ultraschall dispergiertem metallischem Kalium.
Die Lösung von Thiophen-1,1-dioxid in THF kann direkt in einer [4+6]-Cycloaddition mit 6-Dimethylaminofulven zur Synthese des blauen aromatischen Kohlenwasserstoffs Azulen eingesetzt werden.
Die Reinausbeute an Azulen beträgt 33 %.
Die Reaktion von 3-Sulfolen mit Kohlendioxid bei 3 bar Druck und in Gegenwart von Diazabicycloundecen erzeugt 3-Sulfolen-3-carbonsäure in 45%iger Ausbeute.
Mit Diazomethan bildet 3-Sulfolen in einer 1,3-dipolaren Cycloaddition in 90%iger Ausbeute unter Ringschluss ein anelliertes Fünfringsystem.

### Diels-Alder-Reaktionen mit 3-Sulfolen
Bereits 1938 berichteten Kurt Alder und Mitarbeiter über Diels-Alder-Addukte aus dem isomeren 2-Sulfolen mit 1,3-Butadien und 2-Sulfolen mit Cyclopentadien.
Mit Maleinsäureanhydrid reagiert 3-Sulfolen in siedendem Xylol in Ausbeuten bis 90 % zu cis-4-Cyclohexen-1,2-dicarbonsäureanhydrid.
Auch mit Dienophilen in trans-Konfiguration, wie z. B. Diethylfumarat reagiert 3-Sulfolen bei 110 °C unter SO2-Abspaltung in 66- bis 73%iger Ausbeute zum trans-4-Cyclohexen-1,2-dicarbonsäurediethylester.
Das nach Debromierung aus 1,2,4,5-Tetrabrombenzol mittels eines Äquivalents n-Butyllithium und Diels-Alder-Reaktion mit Furan in 70%iger Ausbeute zugängliche 6,7-Dibrom-1,4-epoxy-1,4-dihydronaphthalin (6,7-Dibromnaphthalin-1,4-endoxid) reagiert mit 3-Sulfolen in siedendem Xylol ein tricyclisches Addukt, das durch Behandlung mit Perchlorsäure ein Dibromdihydroanthracen ergibt, das in der letzten Stufe mit 2,3-Dichlor-5,6-dicyano-1,4-benzochinon (DDQ) zum 2,3-Dibromanthracen dehydriert wird.
Gegenüber sehr reaktiven Dienen, wie z. B. 1,3-Diphenylisobenzofuran, verhält sich Butadiensulfon als Dienophil und bildet das entsprechende Diels-Alder-Addukt.
Das bei der retro-cheletropen Reaktion von 3-Sulfolen entstehende 1,3-Butadien reagiert mit dem durch thermische Zersetzung von Benzoldiazonium-2-carboxylat erhaltenen Dienophil Dehydrobenzol (engl. benzyne) in 2-Pentanon bei 100 °C in 9%iger Ausbeute zu 1,4-Dihydronaphthalin.

### Polymerisation von 3-Sulfolen
In ihren Arbeiten aus dem Jahr 1935 fanden H. Staudinger und Mitarbeiter, dass sich bei der Reaktion von Butadien und SO2 bei Raumtemperatur neben kristallinem Butadiensulfon (89 % Ausbeute) in geringen Mengen ein amorphes festes Polymer bildet. Durch radikalische Polymerisation von Butadiensulfon in peroxidhaltigem Diethylether erhielten sie bis zu 50 % unlösliche hochmolekulare Poylbutadiensulfone, die auch in konzentrierter Salpeter- und Schwefelsäure stabil waren.
In späteren Untersuchungen konnte 3-Sulfolen bei Temperaturen unterhalb 80 °C weder ionisch noch radikalisch, jedoch oberhalb 100 °C und mit dem Radikalinitiator Azobis(isobutyronitril) (AIBN) zu Polybutadiensulfon polymerisiert werden. Mit Vinylverbindungen copolymerisiert 3-Sulfolen hingegen nicht. Dagegen homopolymerisiert 2-Sulfolen nicht, bildet aber mit Vinylverbindungen, wie z. B. Acrylnitril und Vinylacetat Copolymere.

### 3-Sulfolen als recyclierbares Lösungsmittel
Die Reversibilität der Bildung von 3-Sulfolen und seines Zerfalls in die Ausgangsstoffe 1,3-Butadien und Schwefeldioxid legen die Vermutung nahe, dass Butadiensulfon als recyclierbares aprotisch-dipolares Lösungsmittel Verwendung finden und das ähnliche, häufig eingesetzte, aber schwierig abzutrennende und schlecht wiederverwendbare Dimethylsulfoxid (DMSO) zu ersetzen. Als Modellreaktion wurde die Umsetzung von Benzylhalogeniden, wie z. B. Benzylchlorid oder Benzylbromid mit Natriumazid zum Benzylazid und dessen Reaktion mit 4-Toluolsulfonsäurecyanid zum 1-Benzyl-5-(4-toluolsulfonyl)tetrazol herangezogen.
Die Synthese lässt sich auch als Eintopfreaktion ohne Isolierung des Benzylazids mit 72%iger Gesamtausbeute durchführen. Nach Reaktionsende wird das Lösungsmittel Butadiensulfon bei 135 °C gespalten und das flüchtige Butadien (Smp. −4,5 °C) und Schwefeldioxid (Smp. −10,05 °C) in einer mit überschüssigem Schwefeldioxid beschickten Kühlfalle bei −76 °C flüssig abgeschieden. Beim Erwärmen auf Raumtemperatur – nach Zusatz von Hydrochinon zur Polymerisationsinhibierung – wird wieder praktisch quantitativ 3-Sulfolen gebildet.
Es erscheint fraglich, ob 3-Sulfolen mit einem nutzbaren Flüssigphasenbereich von 64 bis maximal ca. 100 °C als DMSO-Ersatz die aus den 20-Milliliter-Ansätzen postulierten „deutlichen“ Vorteile (einfache Handhabung, niedrige Kosten, Umweltverträglichkeit) in der industriellen Praxis unter Beweis stellen kann.